# Dicranomyia (Sivalimnobia) excelsa
Dicranomyia (Sivalimnobia) excelsa is een tweevleugelige uit de familie steltmuggen (Limoniidae). De soort komt voor in het Oriëntaals gebied.